# Pang Te-du
Pang Te-du (korejsky 방대두, anglickým přepisem: Bang Dae-du; * 14. října 1954) je bývalý jihokorejský zápasník, reprezentant v zápase řecko-římském. V roce 1984 vybojoval na olympijských hrách v Los Angeles v kategorii do 52 kg bronzovou medaili. V roce 1982 získal bronz na mistrovství světa a třetí byl rovněž v této kategorii v roce 1974 na Asijských hrách.